# Asarkina rostrata
Asarkina rostrata är en tvåvingeart som först beskrevs av Christian Rudolph Wilhelm Wiedemann 1824.  Asarkina rostrata ingår i släktet Asarkina och familjen blomflugor. Inga underarter finns listade i Catalogue of Life.